# برادری

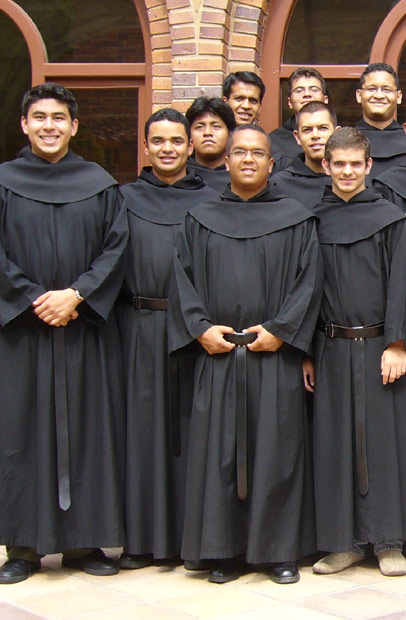
صومعه مارسیلا، در اسپانیا

برادری (به انگلیسی: Fraternity) یا انجمن برادری یا سازمان برادری یک سازمان، یک جامعه یا یک باشگاه متشکل از مردان است که به دلایل مذهبی یا اهداف سکولار گرد هم می‌آیند. مفهوم برادری به این شکل در جهان غرب بیشتر در انجمن‌های مذهبی در کلیسای کاتولیک در قرون وسطی شکل گرفت. استفاده از این اصطلاح در قرون وسطی در اصناف گسترش یافت و بعدها در دوران مدرن در باشگاه‌های مردانه، فراماسونری و انجمن‌های دانشجویی مورد استفاده قرار گرفت. اعضای این گروه‌ها عمدتاً برادر و در گروه‌های مذهبی گاهی برادر دینی یا برادر روحانی خوانده می‌شوند.

## تاریخچه
تشکیلات برادری هستند که وجودشان به دوران یونان باستان و مهرپرستی روم باستان برمی‌گردد. تشکل‌های مشابهی نیز در قرون وسطی در میان کلیسای کاتولیک شکل گرفتند. این تشکلات، گروه‌های جانبی بودند که که با کلیسا همکاری می‌کردند. بعضی از آن‌ها در فعالیت‌های مذهبی و گروه‌های دیگر متشکل از تجار بودند که به صنف معروف شدند. این اصناف و گروه‌های مشابه بعدها به تشکل‌های برادری سکولار تبدیل شدند.